# 建初 (西凉)
建初（405年正月—417年二月）是十六国時期西涼政權，西涼太祖武昭王的年號，共計12年餘。

## 纪年
| 建初 | 元年   | 二年   | 三年   | 四年  | 五年  | 六年  | 七年  | 八年  | 九年  | 十年  |
| ---- | ------ | ------ | ------ | ----- | ----- | ----- | ----- | ----- | ----- | ----- |
| 公元 | 405年  | 406年  | 407年  | 408年 | 409年 | 410年 | 411年 | 412年 | 413年 | 414年 |
| 干支 | 乙巳   | 丙午   | 丁未   | 戊申  | 己酉  | 庚戌  | 辛亥  | 壬子  | 癸丑  | 甲寅  |
| 建初 | 十一年 | 十二年 | 十三年 |       |       |       |       |       |       |       |
| 公元 | 415年  | 416年  | 417年  |       |       |       |       |       |       |       |
| 干支 | 乙卯   | 丙辰   | 丁巳   |       |       |       |       |       |       |       |

## 参看
- 中国年号索引
  - 其他时期使用建初的年号
- 同期存在的其他政权年号
  - 义熙（405年-418年十二月）：東晉皇帝晋安帝司马德宗的年号
  - 天康（404年-405年二月）：桓谦年号
  - 龙升（407年六月-413年二月）：夏国政权赫连勃勃年号
  - 凤翔（413年三月-418年十月）：夏国政权赫连勃勃年号
  - 弘始（399年九月-416年正月）：后秦政权姚兴年号
  - 永和（416年二月-417年八月）：后秦政权姚泓年号
  - 更始（409年七月-412年八月）：西秦政权乞伏乾归年号
  - 永康（412年八月-419年十二月）：西秦政权乞伏熾磐年号
  - 光始（401年八月-406年十二月）：后燕政权慕容熙年号
  - 建始（407年正月-七月）：后燕政权慕容熙年号
  - 正始（407年七月-409年十月）：北燕政权高雲年号
  - 太平（409年十月-430年十二月）：北燕政权冯跋年号
  - 建平（400年正月-405年十一月）：南燕政权慕容德年号
  - 太上（405年十一月-410年二月）：南燕政权慕容超年号
  - 弘昌（402年三月-404年二月）：南凉政权秃发傉檀年号
  - 嘉平（408年十一月-414年七月）：南凉政权秃发傉檀年号
  - 永安（401年六月-412年十月）：北凉政权沮渠蒙逊年号
  - 玄始（412年十一月-428年十二月）：北凉政权沮渠蒙逊年号
  - 天赐（404年十月-409年十月）：北魏政权拓跋珪年号
  - 永兴（409年闰十月-413年）：北魏政权拓跋嗣年号
  - 神瑞（414年正月-416年四月）：北魏政权拓跋嗣年号
  - 泰常（416年四月-423年十二月）：北魏政权拓跋嗣年号
  - 建平（415年三月-416年九月）：白亚栗斯、刘虎年号